# Monasterio de Tentudía
El monasterio de Tentudía es una iglesia-fortaleza de la localidad española de Calera de León, en la provincia de Badajoz. Está situado en la sierra de Tentudía, en el punto más alto de la provincia, a 1104 m sobre el nivel del mar. Por la A-66 dista de Sevilla 111 km y de Mérida 110 km. Fue construido en el siglo XIII, ampliado en el XVI y está considerado una de las mejores muestras del mudéjar español. Declarado monumento histórico-artístico perteneciente al Tesoro Artístico Nacional mediante decreto de 3 de junio de 1931, es Bien de Interés Cultural.

## Historia
La tradición relata que en este lugar, en el reinado de Fernando III el Santo (1217-1252), se produjo una batalla contra los musulmanes que, al ir ganando las tropas cristianas, a petición de su jefe, el maestre de la Orden de Santiago Pelay Pérez de Correa, imploró la ayuda de la Virgen con la invocación: ”¡Santa María, detén tu día!”. Al detenerse el sol  milagrosamente, las tropas cristianas pudieron alcanzar la victoria y acabar con su enemigo. 

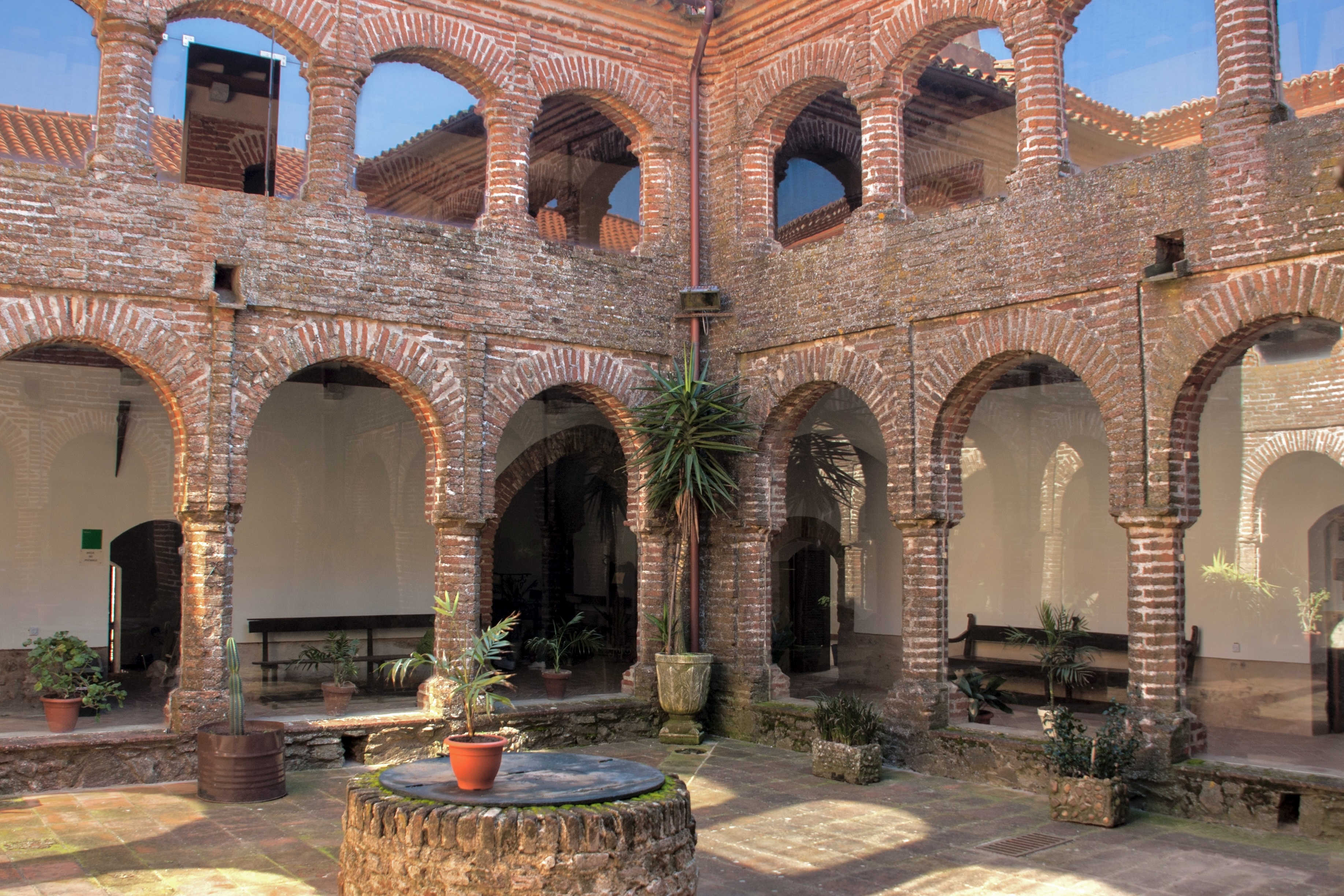
Claustro mudéjar

De aquí la denominación del santuario: “Detente día”, que contraída ha quedado en “Tentudía”. En agradecimiento por la intercesión de la Virgen se construyó el eremitorio de santa María de Tudía, regentado por la Orden Militar de Santiago. Enrique II el de las Mercedes (1334-1379) donó dos mil maravedíes al vicario y capellanes de la iglesia de Nuestra Señora de Tentudía. El monarca castellano Alfonso X el Sabio (1252-1284) dedicó cinco de sus cantigas a ensalzar los milagros realizados por la Virgen de Tentudía, lo que indica que esta advocación mariana ya tenía gran predicamento. 
En 1514, a solicitud de Fernando el Católico, el papa León X elevó el eremitorio al rango de monasterio, que siguió regentado por la Orden de Santiago. A partir de este momento comenzó a crecer hasta llegar a ser uno de los más importantes de esta orden militar. En 1518 se encargó el retablo de azulejos del altar mayor al artista italiano residente en Sevilla Francisco Niculoso Pisano. La actual iglesia se levantó en 1559, por esas fechas también se construyeron las celdas de los monjes, el claustro y los aljibes.
Desde el siglo XVI estuvo en funcionamiento un Colegio de Letras, promovido por la vicaría santiaguista de Tentudía, que agrupaba a nueve localidades. Impartía estudios de Gramática, Artes y Teología y se suprimió en 1836, a raíz de la desamortización de Mendizábal. A finales del siglo XIX, Tomás Romero de Castilla buscó, desde la Comisión Provincial de Monumentos de Badajoz, la declaración del inmueble como monumento nacional, que no se conseguiría hasta 1931.

## Arte

### La iglesia

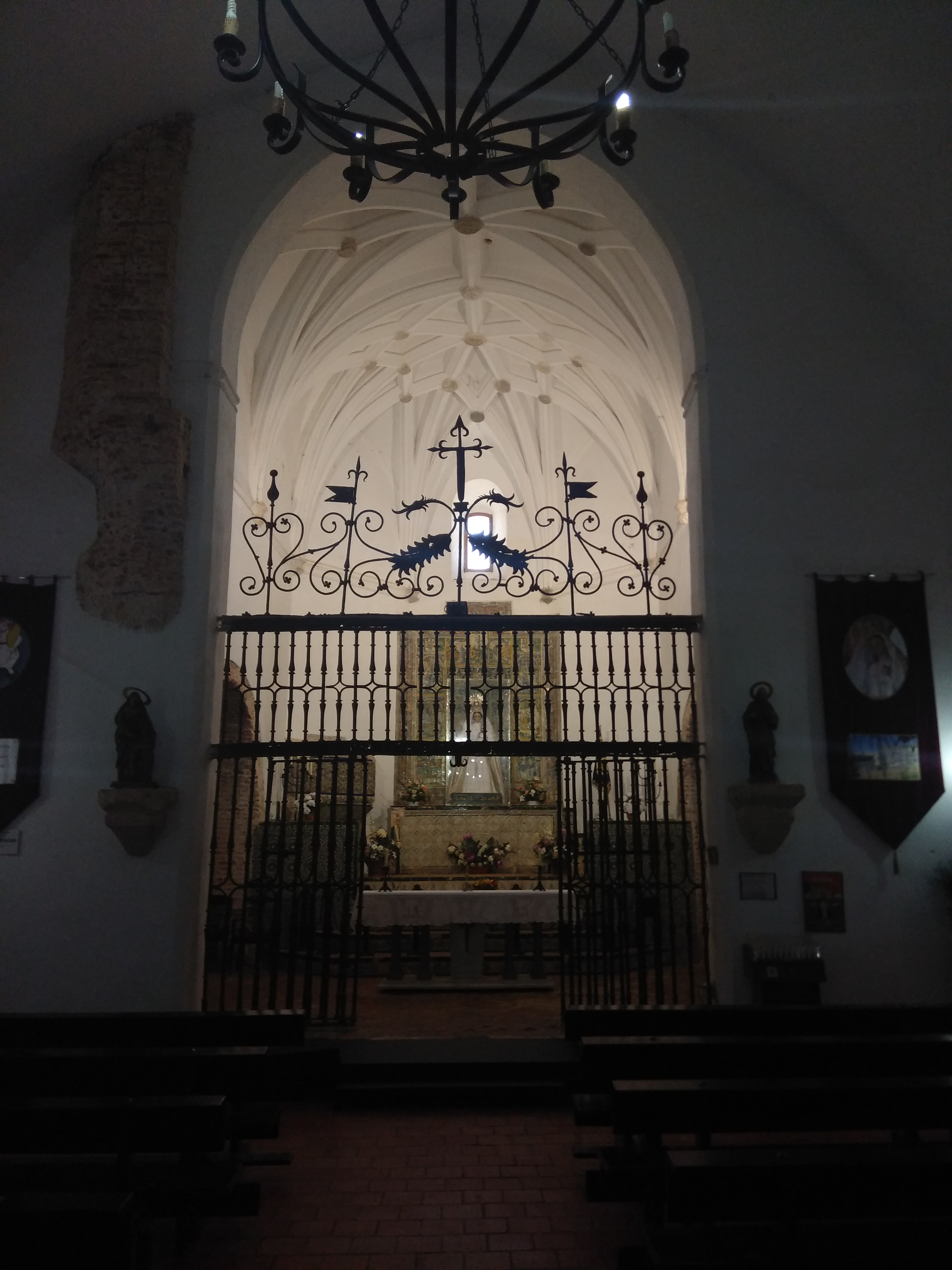
Nave principal y presbiterio, al fondo el retablo mayor, la imagen de la Virgen y sepulcro de Pelay Pérez Correa

Tiene una sola nave cubierta con bóveda de cañón dividida en tres tramos; está reforzada con arcos fajones que descansan sobre pilastras.
El presbiterio es posterior y tiene bóveda de crucería con nervaduras estrelladas; la reja que lo separa de la nave está fechada en 1640. 
Está flanqueado por dos capillas espaciosas de planta cuadrada y cubiertas con bóvedas sobre trompas que se abren en dos niveles, el primero de cuatro trompas y el segundo de ocho de menor tamaño, de esta manera se consigue la transición del cuadrado de la planta al círculo de la bóveda. Aquí se dispusieron enterramientos de maestres de la Orden de Santiago.

### Retablo mayor
Fue encargado en 1518, por el vicario santiaguista de Tudía, Juan Riero, al prestigioso azulejero italiano Francisco Niculoso Pisano afincado en Sevilla, donde ya había realizado trabajos de destacada calidad.

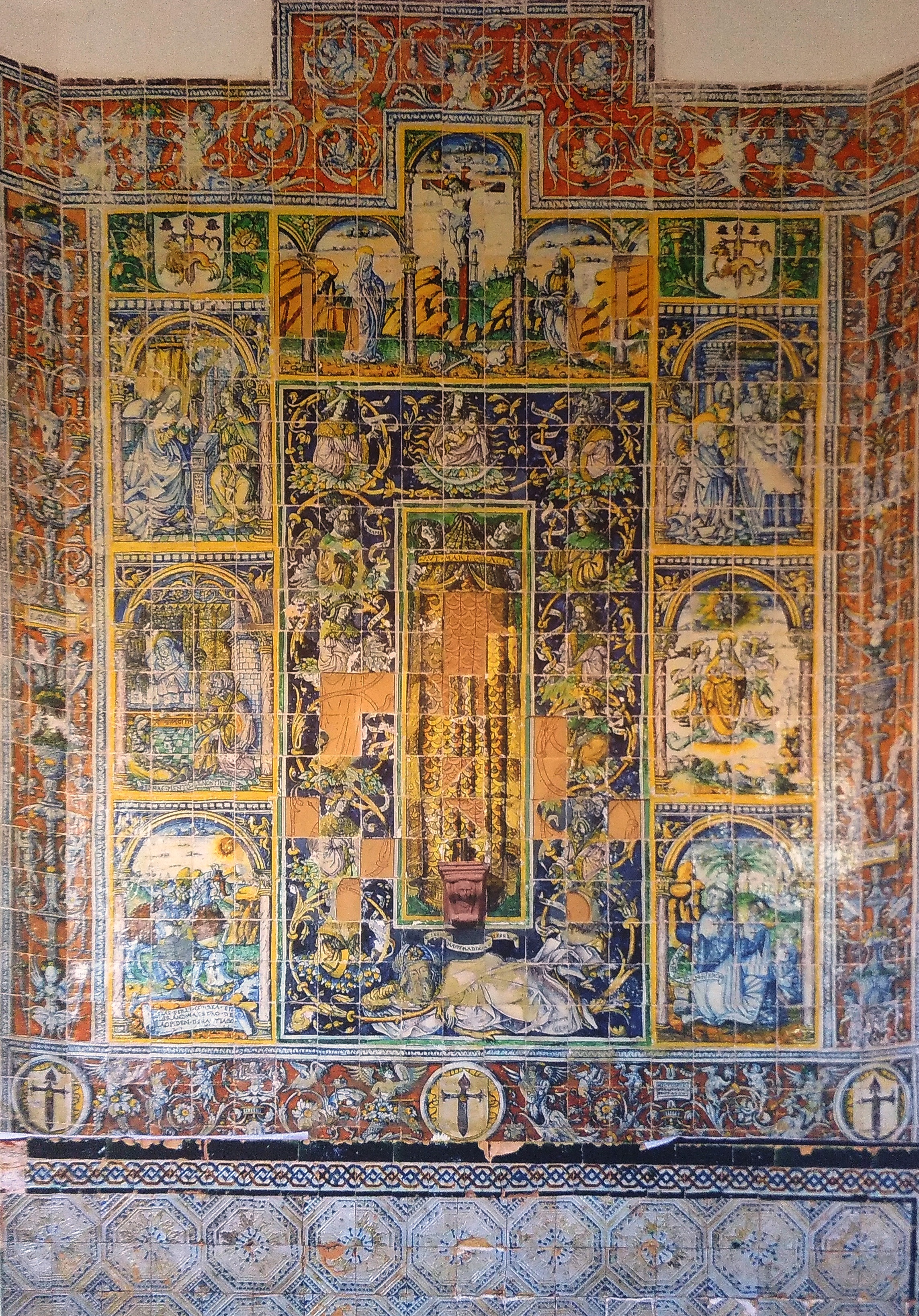
Retablo mayor

La calle central, más ancha que las laterales, muestra la hornacina donde se exponía la primitiva imagen de Nuestra Señora de Tentudía, desaparecida, y que al presente está sustituida por una Virgen vestida del siglo XVIII, con un perfil troncocónico, que por su desproporcionado tamaño, que oculta el Árbol de Jesé, y estilo barroco no armoniza con el retablo renacentista. Rodeando la hornacina se reproduce el Árbol de Jesé, que describe la genealogía de Jesús y se remonta a Jesé, el padre del rey David. Culmina el retablo un calvario, en el que los personajes, Jesús, María y san Juan, aparecen enmarcados en una arquitectura renacentista.
La calle de la izquierda del espectador, de abajo arriba, presenta a Pelay Pérez Correa, el vencedor en la milagrosa batalla contra los moros, aparece arrodillado, con armadura, su caballo en segundo plano y el sol detenido milagrosamente dominando el paisaje; una cartela a sus pies lo identifica; seguidamente está representado el nacimiento de María y, por último, la Anunciación. 
La calle de la derecha, comienza con la efigie de Juan Riero, el caballero de la Orden de Santiago que encargó la obra, también arrodillado y con la cartela respectiva. Le siguen los temas de la Asunción y la Presentación de la Virgen Niña en el Templo por sus padres san Joaquín y santa Ana.
A manera de guardapolvos, una orla rodea el retablo con ornamentación renacentista de grutescos. En la parte inferior lucen tres escudos de la Orden de Santiago y, a la derecha, la cartela en la que el artista firmó y fechó su obra:

NICVLOSVUS PISANVS ME FECIT A.D.1518.

En el presbiterio, a la izquierda, adosado al muro, se encuentra el sepulcro de Pelay Pérez Correa. Está revestido de azulejos policromados, con motivos vegetales y en la parte superior se lee "Aquí iaze el gran maestre de la Orden de Santiago Pelai Pérez Correa". La obra podría ser coetánea del retablo.

### Capilla de los maestres

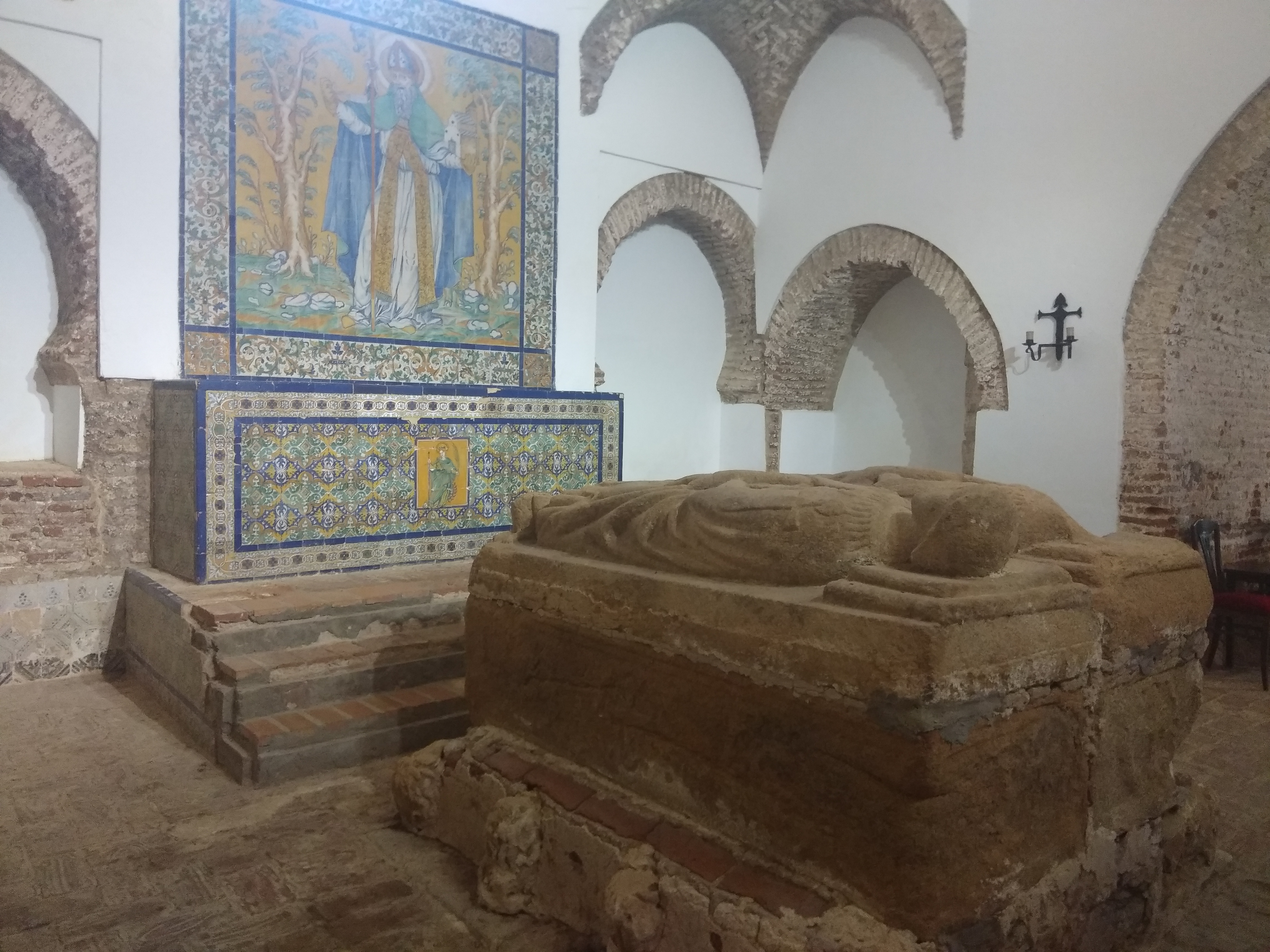
Capilla de los maestres de la Orden de Santiago

Situada a la izquierda del espectador, aneja al presbiterio, es de planta cuadrada con bóveda sustentada por trompas.
La preside un retablo de azulejería policromada, se atribuye Cristóbal de Augusta, activo en Sevilla a finales del siglo XVI. Está dedicado a san Agustín, quien en la mano derecha sostiene la pluma de doctor de la Iglesia y en la izquierda un templo que simboliza su carácter de fundador de la Iglesia. En el frontal del altar, también de azulejos, figura santa Catalina de Alejandría, con la rueda de garfios con la que fue martirizada y a sus pies el emperador Maximinus que mandó sacrificarla.

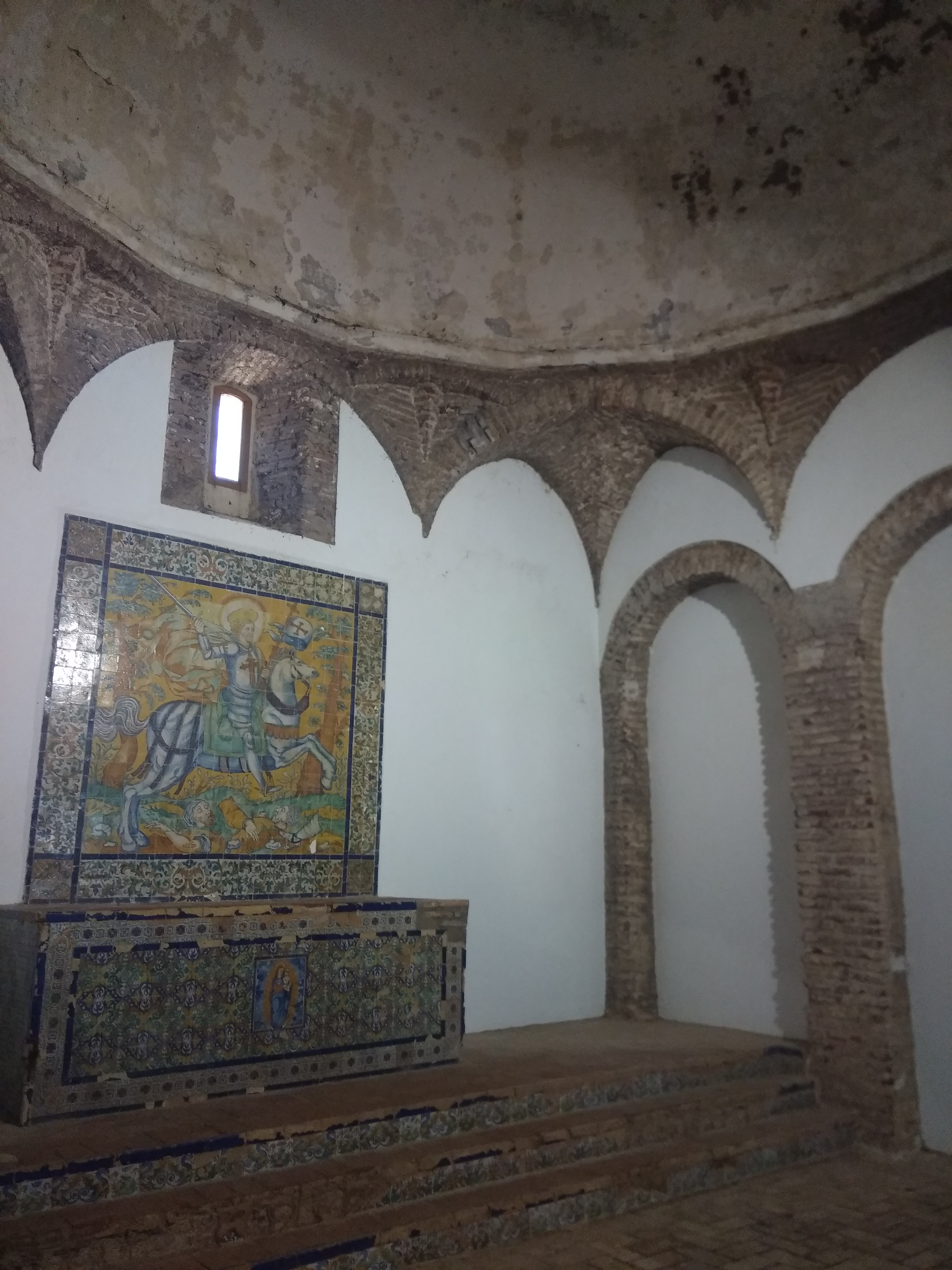
Capilla de Santiago

En el centro de la capilla se encuentran los sepulcros exentos de los maestres de la Orden de Santiago Gonzalo Mexías (1366-1370) y Fernando Osórez (1370-1382). Miran hacia el altar, visten el hábito de la Orden de Santiago, sujetan sus espadas con las dos manos y a sus pies figuran sendos leones.
Adosado al muro de la derecha se encuentra el sepulcro de García Hernández, camarero real, representado  mediante una figura yacente.

### Capilla de Santiago
Situada a la derecha del espectador, aneja al presbiterio, es igual a la de los maestres, tiene planta cuadrada, y bóveda sobre trompas; aunque aquí no se conservan sepulcros, se tiene constancia de que estuvo enterrado el maestre santiaguista Juan Zapata, por lo que la capilla también lleva su nombre.
La preside un retablo de azulejería, igualmente atribuido de Cristóbal de Augusta, que está dedicado a Santigo Matamoros, una advocación relacionada con la Orden de Santiago. En el frontal del altar aparece la Virgen con el Niño, ambos coronados.

### Claustro
En el primer cuarto del siglo XVI, se inició la construcción de las estancias monásticas después de que la vicaría alcanzara la categoría de cenobio. El claustro, que es el centro alrededor del cual se organizan todas las dependencias, tiene una planta cuadrada con dos pisos y galerías con arcos redondos en el nivel inferior y arcos peraltados en el superior, que descansan sobre pilares octogonales. El espacio se caracteriza por un gran dinamismo debido a la ingeniosa idea de abrir cinco arcos en la galería inferior y cuatro en la superior. El material utilizado en la construcción es ladrillo, aunque es posible que no fuera visible porque estuviera cubierto con una capa de enlucido.

## Fiestas

### Bajada de la Virgen de Tentudía del Monasterio
La bajada de la Virgen de Tentudía, patrona de Calera de León, se celebra cada año el 15 de agosto. Este día los habitantes de la localidad suben al Monasterio para traer la Virgen a la iglesia parroquial, donde permanecerá hasta la romería del 8 de septiembre.

### Romería de Tentudía
Todos los 8 de septiembre tiene lugar la Romería de Tentudía, una de las más antiguas de España. Al amanecer de la citada fecha, la Virgen vuelve a su santuario acompaña de sus feligreses en una procesión de nueve kilómetros. Durante las paradas, es frecuente degustar dulces típicos y otros productos de la zona, especialmente en relación con el cerdo ibérico.